# Grégoire Wincqz
Grégoire Arnould Bernardin Joseph Antoine Wincqz (Zinnik, 3 augustus 1847 - 21 augustus 1915) was een Belgisch volksvertegenwoordiger en burgemeester.

## Levensloop
Hij was een zoon van senator Pierre Wincqz en van Marie-Antoinette Van Mierlo. Hij trouwde met Laure De Vroede.
Hij promoveerde tot burgerlijk ingenieur (1874) aan de École centrale des arts et manufactures in Parijs en werd bestuurder-eigenaar van de steengroeven Wincqz, waar ook een suikerfabriek werd aan toegevoegd.
Hij trad gemeentelijk in de voetsporen van zijn vader, maar doorliep een meer bewogen carrière, als gevolg van wisselende meerderheden:
- 1877: gemeenteraadslid,
- 1878-1880: burgemeester,
- 1881-1883: gemeenteraadslid,
- 1884-1885: schepen,
- 1886-1890: gemeenteraadslid,
- 1891-1894: dienstdoende burgemeester,
- 1895: schepen,
- 1896-1915: gemeenteraadslid.

Hij was ook provincieraadslid van 1878 tot 1880.
In 1880 werd hij verkozen tot liberaal volksvertegenwoordiger voor het arrondissement Zinnik en vervulde dit mandaat tot in 1886.
Hij was lid van de Brusselse vrijmetselaarsloge Les Amis Philanthropes.
In Zinnik was hij:
- voorzitter van de raad van de nijverheidsschool,
- voorzitter van de Société d'Agriculture,
- voorzitter van de raad voor arbeiderswoningen,
- lid van de arrondissementele Werkrechtersraad.